# Jean-Étienne Mitivié
 (mars 2018).
Jean-Étienne Mitivié, né le 5 novembre 1776 à Castres et mort le 24 janvier 1871 à Paris, est un psychiatre français. 
En 1820 il fut reçu docteur en médecine de la faculté de médecine. Avec Jean-Etienne Esquirol, son oncle, il fonda une maison de santé à Ivry.